# Canton de Chambon-sur-Voueize
Le canton de Chambon-sur-Voueize est une ancienne division administrative française située dans l'arrondissement d'Aubusson, le département de la Creuse et la région Limousin.

## Géographie
Ce canton a une altitude variant de 293 m (Budelière) à 555 m (Nouhant) pour une altitude moyenne de 409 m.

## Représentation

### Conseillers généraux de 1833 à 2015
| Période | Période      | Identité                                | Étiquette          | Qualité                                                                                                 |
| ------- | ------------ | --------------------------------------- | ------------------ | --- |
| 1833    | 1843 (décès) | Jean-Baptiste Théodore Patient Barailon |                    | Médecin, maire de Chambon-sur-Voueize (1830-1843)                                                       |
| 1843    | 1848         | Godefroy Maulmond                       |                    | Avocat, juge de paix à Chambon-sur-Voueize Propriétaire à Saint-Loup                                    |
| 1848    | 1872 (décès) | Gilbert Jacques Périgauld de Grandchamp | Bonapartiste       | Avocat, juge honoraire au Tribunal civil Maire de Chambon-sur-Voueize (1851-1854, 1864-1870, 1871-1872) |
| 1872    | 1884 (décès) | Louis Radegonde Aubergier               | Républicain        | Docteur en médecine Maire de Chambon-sur-Voueize (1848-1850, 1870-1871, 1880-1884)                      |
| 1885    | 1886         | Comte Amédée de Loubens de Verdalle     |                    | Employé au Ministère de la Marine Propriétaire du château de la Chaussade à Lépaud Maire d'Auge         |
| 1886    | 1894 (décès) | Pierre Paul Darchy                      | Républicain        | Docteur en médecine - Maire de Chambon-sur-Voueize (1885-1888)                                          |
| 1894    | 1898         | Alfred Vincent Tardif                   | Républicain        | Brasseur à Thaury, maire de Chambon-sur-Voueize Député (1893-1898)                                      |
| 1898    | 1903 (décès) | Auguste Pouzols                         |                    | Banquier, maire de Chambon-sur-Voueize                                                                  |
| 1903    | 1925 (décès) | Jules Dubujadoux                        | Rad.               | Avocat, maire de Chambon-sur-Voueize Président du Conseil Général (1924-1925)                           |
| 1926    | 1928         | Jérôme Guillen                          | Rad.               | Entrepreneur de travaux publics Maire de Chambon-sur-Voueize (1919-1929)                                |
| 1928    | 1940         | Fernand Tardif (fils d'Alfred Tardif)   | Rad. puis Rad.ind. | Avocat puis Préfet, propriétaire à Nice                                                                 |
|         |              |                                         |                    | |
| 1945    | 1967         | Aimé Manairaud                          | SFIO               | Boucher, ancien Président du Comité de Libération Maire de Chambon-sur-Voueize (1944-1971)              |
| 1967    | 1979         | Raymond Labouesse                       | SFIO puis PS       | Agent d'assurances Maire de Chambon-sur-Voueize (1971-1977)                                             |
| 1979    | 1989 (décès) | Raymond Aucouturier                     | PCF                | Mineur puis matelassier puis agent immobilier Maire de Budelière (1947-1989)                            |
| 1990    | 1998         | Jean Nicolaon                           | RPR                | Colonel de gendarmerie en retraite Conseiller municipal de Budelière                                    |
| 1998    | 2003 (décès) | Guy Arnault                             | DVD                | Vétérinaire Maire de Chambon-sur-Voueize                                                                |
| 2003    | 2011         | Joël Souchal                            | UMP                | Pharmacien Maire de Chambon-sur-Voueize (2001-2008)                                                     |
| 2011    | 2015         | Nicolas Simonnet                        | UMP                | Cadre, maire de Nouhant depuis 2008 Élu en 2015 dans le canton d'Évaux-les-Bains                        |

### Élections cantonales de mars 2004
- 1er tour :

| Nom             | Parti politique | score obtenu | Résultat |
| --------------- | --------------- | ------------ | -------- |
| Joël Souchal    | UMP             | 50,9 %       | réélu    |
| Claude Debouche | PCF             | 43,86 %      | battu    |
| Monique Bolle   | FN              | 5,25 %       | battue   |

Joël Souchal (UMP) a donc été réélu conseiller général dès le 1er tour.

### Conseillers d'arrondissement (de 1833 à 1940)
Le canton de Chambon avait deux conseillers d'arrondissement.
Il appartenait à l'arrondissement de Boussac jusqu'à sa disparition en 1926.
| Période                                  | Période      | Identité                                                           | Étiquette   | Qualité |
| ---------------------------------------- | ------------ | ------------------------------------------------------------------ | ----------- | --- |
| 1833                                     | 1848         | Joseph Valluche (1783-1853)                                        |             | Juge au Tribunal de Chambon-sur-Voueize                                                                     |
| 1833                                     | 1844 (décès) | Louis Symphorien Zacharie Mourellon (1792-1844)                    |             | Notaire à Saint-Loup                                                                                        |
| 1844                                     | 1848         | Marie Alexandre Zacharie Mourellon (1800-1857, frère du précédent) |             | Avocat, propriétaire à Saint-Julien-le-Châtel                                                               |
|                                          |              |                                                                    |             | |
| 1864                                     | 1872         | Alfred-Vincent Tardif (1837-1915)                                  |             | Brasseur, maire de Chambon-sur-Voueize, nommé Sous-Préfet de Vitré                                          |
|                                          |              |                                                                    |             | |
| 1883                                     |              | François-Henri Alhéritière                                         | Républicain | Propriétaire à Lussat                                                                                       |
| 1883                                     | 1889 (décès) | Albert Poincelet (1842-1889)                                       | Républicain | Propriétaire à Chambon-sur-Voueize                                                                          |
|                                          |              |                                                                    |             | |
| 1925                                     |              | M. Ducourtioux                                                     | Rad.        | |
| 1925                                     |              | M. Pouzol                                                          | Rad.        | |
|                                          |              |                                                                    |             | |
| avant 1937                               | 1940         | Michel Fourest                                                     | RG          | Propriétaire à Nouhant                                                                                      |
| avant 1937                               | 1937         | Francis Mazaleyrat                                                 | Rad.        | Maire de Budelière                                                                                          |
| 1937                                     | 1940         | M. Plancoulène                                                     | Rad.        | |
| 1940                                     |              |                                                                    |             | Les conseils d'arrondissement ont été suspendus par la loi du 12 octobre 1940 et n'ont jamais été réactivés |
| Les données manquantes sont à compléter. |              |                                                                    |             | |

## Composition
Le canton de Chambon-sur-Voueize groupe 11 communes et compte 3 952 habitants (recensement de 2007 population municipale).
| Communes               | Population (2012) | Code postal | Code Insee |
| ---------------------- | ----------------- | ----------- | ---------- |
| Auge                   | 107               | 23170       | 23009      |
| Budelière              | 785               | 23170       | 23035      |
| Chambon-sur-Voueize    | 1 014             | 23170       | 23045      |
| Lépaud                 | 364               | 23170       | 23106      |
| Lussat                 | 446               | 23170       | 23114      |
| Nouhant                | 312               | 23170       | 23145      |
| Saint-Julien-le-Châtel | 168               | 23130       | 23204      |
| Saint-Loup             | 177               | 23130       | 23209      |
| Tardes                 | 139               | 23170       | 23251      |
| Verneiges              | 93                | 23170       | 23259      |
| Viersat                | 347               | 23170       | 23261      |

## Démographie
| 1962  | 1968  | 1975  | 1982  | 1990  | 1999  | 2006  | 2011  | 2012  |
| ----- | ----- | ----- | ----- | ----- | ----- | ----- | ----- | ----- |
| 5 790 | 5 310 | 4 604 | 4 411 | 4 133 | 3 877 | 3 929 | 3 931 | 3 888 |